# 김규환 (1956년)
김규환(金奎煥, 1956년 6월 18일~)은 인제대학교 석좌교수를 지낸 대한민국의 정치인이다.

## 경력
- 1977.08 ~ 2010.09: 대우중공업
- 대우중공업 전임이사
- 1986.10: 제11회 국제 품질관리 교류회 한국대표
- 1992: 대한민국 국가품질명장
- 2016.03: 인제대학교 석좌교수
- 2016.05 ~ 2020.05: 제20대 국회의원 (비례대표, 새누리당→자유한국당)
  - 2016.06 ~ 2018.03: 제20대 국회 평창동계올림픽 및 국제경기대회지원 특별위원회 위원
  - 2016.06 ~ 2017.07: 제20대 국회 전반기 산업통상자원위원회 위원
  - 2017.07 ~ 2018.05: 제20대 국회 전반기 산업통상자원중소벤처기업위원회 위원
  - 2017.11 ~ 2018.05: 제20대 국회 전반기 운영위원회 위원
  - 2018.07 ~ 2020.05: 제20대 국회 후반기 산업통상자원중소벤처기업위원회 위원
  - 2019.08 ~ 2020.05: 제20대 국회 후반기 운영위원회 위원
- 2017.03: 자유한국당 원내부대표
- 2017.09 : 자유한국당 소상공인특별위원회 수석부위원장
- 2017.12: 자유한국당 중앙직능위원회 산업자원분과 위원장
- 2018.02 : 자유한국당 중앙위원회 산업자원분과위원회 위원장
- 2018.12 ~ 2020.01 : 자유한국당 원내부대표
- 2019.01 : 자유한국당 대구시당 동구(을) 당협위원장
- 2019.03 : 자유한국당 미세먼지특별위원회 위원
- 2019.12 ~ 2020.02 : 자유한국당 인재영입위원회 위원
- 2020.03 : 미래한국당 선거대책위원회 공동위원장
- 2020.09 : LG전자 제품기술 자문
- 대한민국헌정회 각대별국회의원회회장(20대회장)
- 2021.09 ~ 2021.11: 국민의힘 윤석열 제20대 대통령 선거 예비후보 공정개혁포럼 발기인
- 2021.12 ~ 2022.01: 국민의힘 살리는 선거대책위원회 중앙선대위 산하 위원회 동서화합미래위원회 위원
- 대한민국헌정회 국가과학기술특별위원장
- 사단법인 치안문제연구소 자문위원장
- 2024.11 ~ 2025.06: 제41대 대한석탄공사 사장

## 수상
- 2017: 제5회 국회의원 아름다운말 선플상
- 2017: 자유한국당 국정감사 우수의원
- 2017: 국회사무처 입법 및 정책개발 우수 국회의원
- 2017: 유권자시민행동 대한민국 유권자 대상
- 2012: 한국잡월드 꿈을 실현한 직업인 코너 명장·명인분야
- 1991: 대통령표창
- 1986: 새마을포장
- 1985: 전국공장새마을 품질관리 표준화 대회 금상
- 1983: 대통령표창

## 역대 선거 결과
| 실시년도 | 선거   | 대수 | 직책     | 선거구   | 정당     | 득표수       | 득표율          | 순위         | 당락 | 비고 |
| -------- | ------ | ---- | -------- | -------- | -------- | ------------ | --------------- | ------------ | ---- | ---- |
| 2016년   | 총선   | 20대 | 국회의원 | 비례대표 | 새누리당 | 7,960,272 표 | \| \| 33.50% \| | 비례대표 6번 |      | 초선 |
|          | 33.50% |      |          |          |          |              |                 |              |      |      |